# Vauban Bezerra

Vauban Bezerra.

Vauban Bezerra de Farias (Serra Negra do Norte, Rio Grande do Norte, 1924 — Natal, 2 de abril de 2006) foi um engenheiro e político brasileiro.
Foi prefeito de Natal entre 1975 e 1978, por indicação do então governador Tarcísio Maia e eleição indireta da Câmara Municipal. Em sua gestão, várias obras foram realizadas, entre as principais se encontram a construção do Viaduto do Baldo, a pavimentação da Avenida Prudente de Morais.
Vauban também foi prefeito de Poço Branco, durante a década de 1960, diretor do SENAI, secretário estadual dos Transportes e um dos conselheiros do Tribunal de Contas do Estado - TCE. Também ingressou numa chapa que disputaria a prefeitura de Serra Negra do Norte em 2003, em virtude do afastamento do prefeito Dilvan Monteiro da Nóbrega, mas a eleição acabou não se realizando.
Faleceu na Casa de Saúde São Lucas, em Natal, e na ocasião de sua morte, o prefeito Carlos Eduardo Alves decretou luto oficial de três dias.